# San Marino régenskapitányainak listája 1501–1700
San Marino régenskapitányainak (Capitani Reggenti) listája 1500 és 1700 között.
| Év   | Szemeszter | Régenskapitány                                                                    | Régenskapitány                                                        |
| ---- | ---------- | --------------------------------------------------------------------------------- | --------------------------------------------------------------------- |
| 1501 | április    | Antonio di Polinoro Lunardini                                                     | Fabrizio di Pier Leone Corbelli                                       |
| 1501 | október    | Cristoforo di Giacomino di Bartolo                                                | Biagio di Bartolo Pasini                                              |
| 1502 | április    | Antonio di Girolamo                                                               | Gabriele di Bartolo                                                   |
| 1502 | október    | Giuliano di Bartolomeo                                                            | Angelo di Paolo Fabbri                                                |
| 1503 | április    | Antonio di Bianco                                                                 | Bartolo di Antonio                                                    |
| 1503 | július     | Simone di Antonio Belluzzi                                                        | Giovanni di Cristoforo di Vita                                        |
| 1503 | október    | Francesco di Girolamo                                                             | Bonifazio di Andrea                                                   |
| 1504 | április    | Fabrizio di Pier Leone Corbelli                                                   | Marino di Niccolò di Giovanetto                                       |
| 1504 | október    | Antonio di Girolamo                                                               | Francesco di Marino Giangi                                            |
| 1505 | április    | Francesco di Girolamo Belluzzi                                                    | Giuliano di Bartolomeo                                                |
| 1505 | október    | Antonio di Bianco                                                                 | Antonio di Marino Giannini                                            |
| 1506 | április    | Andrea di Giorgio Loli                                                            | Camillo di Menetto Bonelli                                            |
| 1506 | október    | Antonio di Polinoro Lunardini                                                     | Antonio di Maurizio Lunardini                                         |
| 1507 | április    | Fabrizio di Pier Leone Corbelli                                                   | Sammaritano di Andrea Tini                                            |
| 1507 | október    | Marino di Niccolò di Giovanetto                                                   | Leonardo di Giovanni di Belluzzi                                      |
| 1508 | április    | Cristoforo Martelli                                                               | Giacomo di Lodovico Calcigni                                          |
| 1508 | október    | Antonio di Girolamo                                                               | Francesco di Marino Giangi                                            |
| 1509 | április    | Innocenzo di Menetto Bonelli                                                      | Antonio di Benetto                                                    |
| 1509 | október    | Andrea di Giorgio Loli                                                            | Antonio di Marino Giannini                                            |
| 1510 | április    | Antonio di Polinoro Lunardini                                                     | Andrea di Marino Speranza                                             |
| 1510 | október    | Antonio di Bianco                                                                 | Barnaba di Matteo da Valle                                            |
| 1511 | április    | Marino di Niccolò di Giovanetto                                                   | Biagio di Bartolo Pasini                                              |
| 1511 | október    | Antonio di Girolamo                                                               | Giovanni di Cristoforo Vita                                           |
| 1512 | április    | Andrea Giangi                                                                     | Marino di Severo                                                      |
| 1512 | október    | Leonardo di Giovanni Belluzzi                                                     | Sammaritano di Andrea Tini                                            |
| 1513 | április    | Cristoforo di Girolamo                                                            | Cristoforo Martelli                                                   |
| 1513 | október    | Antonio di Benetto                                                                | Benedetto di Marino Benettini                                         |
| 1514 | április    | Antonio di Maurizio Lunardini                                                     | Francesco Giangi                                                      |
| 1514 | október    | Francesco di Simone Belluzzi                                                      | Innocenzo di Menetto Bonelli                                          |
| 1515 | április    | Carlo di Cristofaro                                                               | Giacomo di Lodovico Calcigni                                          |
| 1515 | október    | Francesco di Girolamo Belluzzi                                                    | Antonio di Bartolo                                                    |
| 1516 | április    | Camillo di Menetto Bonelli                                                        | Girolamo di Giuliano Gozi                                             |
| 1516 | október    | Diotallevo Corbelli                                                               | Sammaritano di Andrea Tini                                            |
| 1517 | április    | Carlo di Cristofaro                                                               | Giacomo di Lodovico Calcigni                                          |
| 1517 | október    | Andrea di Bonifazio                                                               | Antonio di Maurizio Lunardini                                         |
| 1518 | április    | Camillo di Menetto Bonelli                                                        | Leonardo di Giovanni Belluzzi                                         |
| 1518 | október    | Francesco di Girolamo Belluzzi                                                    | Antonio di Polinoro Lunardini                                         |
| 1519 | április    | Girolamo di Giuliano Gozi                                                         | Pietro di Sabatino di Bianco                                          |
| 1519 | október    | Innocenzo di Menetto Bonelli                                                      | Francesco di Antonio Belluzzi                                         |
| 1520 | április    | Antonio di Maurizio Lunardini                                                     | Marino di Severo                                                      |
| 1520 | október    | Andrea di Bonifazio                                                               | Francesco di Girolamo Belluzzi                                        |
| 1521 | április    | Bartolomeo di Antonio Amanti                                                      | Bartolo di Simone Belluzzi                                            |
| 1521 | október    | Cristofaro Martelli                                                               | Giacomo di Lodovico Calcigni                                          |
| 1522 | április    | Girolamo di Giuliano Gozi                                                         | Giuliano di Bartolomeo                                                |
| 1522 | október    | Antonio di Polinoro Lunardini                                                     | Marino di Antonio                                                     |
| 1523 | április    | Bartolomeo di Antonio                                                             | Girolamo di Evangelista Belluzzi                                      |
| 1523 | október    | Francesco di Simone Belluzzi                                                      | Francesco di Sante di Biagio                                          |
| 1524 | április    | Camillo di Menetto Bonelli                                                        | Leonardo di Giovanni Belluzzi                                         |
| 1524 | október    | Giacomo di Antonio Giannini                                                       | Bartolomeo di Antonio Amanti                                          |
| 1525 | április    | Innocenzo di Menetto Bonelli                                                      | Pier Leone di Fabrizio Corbelli                                       |
| 1525 | október    | Melchiorre di Francesco Belluzzi                                                  | Sammaritano di Andrea Tini                                            |
| 1526 | április    | Girolamo di Giuliano Gozi                                                         | Federigo di Brandano Calcigni                                         |
| 1526 | október    | Francesco di Simone Belluzzi                                                      | Marino di Severo                                                      |
| 1527 | április    | Andrea Sabbatini                                                                  | Carlo di Cristofaro                                                   |
| 1527 | október    | Bartolomeo di Antonio Amanti (meghalt 1528-ban, helyette Melchiorre di Francesco) | Giacomo di Lodovico Calcigni                                          |
| 1528 | április    | Diottalevo Corbelli                                                               | Giuliano di Marino Righi                                              |
| 1528 | október    | Girolamo di Giuliano Gozi                                                         | Girolamo di Evangelista Belluzzi                                      |
| 1529 | április    | Camillo di Menetto Bonelli                                                        | Bartolo Belluzzi                                                      |
| 1529 | október    | Lodovico di Pietro Calcigni                                                       | Antonio di Pietro Tosini                                              |
| 1530 | április    | Melchiorre di Francesco Belluzzi                                                  | Giacomo di Lodovico Pinti                                             |
| 1530 | október    | Giacomo di Lodovico Calcigni                                                      | Pier Leone di Fabrizio Corbelli                                       |
| 1531 | április    | Francesco di Simone Belluzzi                                                      | Giacomo di Antonio Giannini                                           |
| 1531 | október    | Polinoro di Antonio Lunardini                                                     | Girolamo di Giuliano Gozi                                             |
| 1532 | április    | Carlo di Cristofaro                                                               | Innocenzo di Menetto Bonelli                                          |
| 1532 | október    | Bartolo di Simone Belluzzi                                                        | Sammaritano di Andrea Tini                                            |
| 1533 | április    | Giacomo di Lodovico Calcigni                                                      | Girolamo di Evangelista Belluzzi                                      |
| 1533 | október    | Camillo di Menetto Bonelli                                                        | Melchiorre di Francesco Belluzzi                                      |
| 1534 | április    | Pier Leone di Fabrizio Corbelli                                                   | Giuliano di Marino Righi                                              |
| 1534 | október    | Francesco di Simone Belluzzi                                                      | Giacomo di Antonio Giannini                                           |
| 1535 | április    | Girolamo di Giuliano Gozi                                                         | Antonio di Pietro Tontini                                             |
| 1535 | október    | Innocenzo di Menetto Bonelli                                                      | Giacomo di Evangelista Belluzzi                                       |
| 1536 | április    | Melchiorre di Francesco Belluzzi                                                  | Sammaritano di Andrea Tini                                            |
| 1536 | október    | Bartolo di Simone Belluzzi                                                        | Pier Leone di Fabrizio Corbelli                                       |
| 1537 | április    | Girolamo di Evangelista Belluzzi                                                  | Girolamo di Francesco Giannini                                        |
| 1537 | október    | Giuliano di Marino Righi                                                          | Giacomo di Antonio Giannini                                           |
| 1538 | április    | Francesco di Simone Belluzzi                                                      | Girolamo di Giuliano Gozi                                             |
| 1538 | október    | Carlo di Cristofaro Gianolini                                                     | Cristofaro di Marino Giangi                                           |
| 1539 | április    | Melchiorre di Francesco Belluzzi                                                  | Niccolò di Sante di Biagio                                            |
| 1539 | október    | Bartolo di Simone Belluzzi                                                        | Giacomo di Antonio Giannini                                           |
| 1540 | április    | Gio. Antonio di Francesco Belluzzi                                                | Pier Leone di Fabrizio Corbelli                                       |
| 1540 | október    | Girolamo di Giuliano Gozi                                                         | Vincenzo di Bartolo Gombertini                                        |
| 1541 | április    | Girolamo di Evangelista Belluzzi                                                  | Stanghelino di Francesco Belluzzi                                     |
| 1541 | október    | Giuliano di Marino Righi                                                          | Giacomo di Lodovico Pinti                                             |
| 1542 | április    | Polinoro Lunardini                                                                | Cristofaro di Marino Giangi                                           |
| 1542 | október    | Carlo Gianolini                                                                   | Marino Gabrielli                                                      |
| 1543 | április    | Antonio di Pietro Tontini                                                         | Giacomo di Evangelista Belluzzi                                       |
| 1543 | október    | Girolamo Giannini                                                                 | Carlo di Francesco Lunardini                                          |
| 1544 | április    | Polinoro Lunardini                                                                | Bartolo di Simone Belluzzi                                            |
| 1544 | október    | Giovanni Antonio Belluzzi                                                         | Vincenzo Gombertini                                                   |
| 1545 | április    | Girolamo di Giuliano Gozi                                                         | Innocenzo Brancuti                                                    |
| 1545 | október    | Giuliano di Marino Righi                                                          | Marino Gabrielli                                                      |
| 1546 | április    | Bonetto di Marino Bonetti                                                         | Baldo di Gaspare                                                      |
| 1546 | október    | Pier Leone di Fabrizio Corbelli                                                   | Bernardino Giannini                                                   |
| 1547 | április    | Gio. Antonio Leonardelli                                                          | Stanghelino di Francesco Belluzzi                                     |
| 1547 | október    | Gio. Lodovico di Matteo Belluzzi                                                  | Pier Paolo Bonelli (1548. február 23-án felváltotta Bartolo Belluzzi) |
| 1548 | április    | Giovanni Antonio Belluzzi                                                         | Sante di Marco Gori                                                   |
| 1548 | október    | Giacomo di Antonio Giannini                                                       | Francesco di Sebastiano Onofri                                        |
| 1549 | április    | Giuliano di Marino Righi                                                          | Girolamo di Evangelista Belluzzi                                      |
| 1549 | október    | Bartolo Belluzzi                                                                  | Rinaldo di Giovanni Baldi                                             |
| 1550 | április    | Polinoro Lunardini                                                                | Biagio di Matteo Tura                                                 |
| 1550 | október    | Gio. Antonio Leonardelli                                                          | Cristofaro di Marino Giangi                                           |
| 1551 | április    | Girolamo Giannini                                                                 | Marino di Andrea                                                      |
| 1551 | október    | Pier Leone Corbelli                                                               | Pier Matteo Belluzzi                                                  |
| 1552 | április    | Gio. Lodovico di Matteo Belluzzi                                                  | Baldo di Gaspare                                                      |
| 1552 | október    | Antonio di Piero Tontini                                                          | Vincenzo di Giovanni di Andrea                                        |
| 1553 | április    | Vincenzo Gombertini                                                               | Giacomo di Antonio Giannini                                           |
| 1553 | október    | Gio. Antonio Belluzzi                                                             | Rinaldo di Giovanni Baldi                                             |
| 1554 | április    | Innocenzo Brancuti                                                                | Giacomo di Evangelista Belluzzi                                       |
| 1554 | október    | Marc'Antonio Gozi                                                                 | Francesco di Sebastiano Onofri                                        |
| 1555 | április    | Giuliano di Marino Righi                                                          | Gio. Antonio di Antonio                                               |
| 1555 | október    | Bartolo Belluzzi                                                                  | Pier Paolo Corbelli                                                   |
| 1556 | április    | Gio. Antonio Leonardelli                                                          | Bonetto di Marino Bonetti                                             |
| 1556 | október    | Antonio Brancuti                                                                  | Baldo di Gaspare                                                      |
| 1557 | április    | Gio. Lodovico di Matteo Belluzzi                                                  | Vincenzo Giannini                                                     |
| 1557 | október    | Pier Paolo Bonelli                                                                | Vincenzo Gombertini                                                   |
| 1558 | április    | Girolamo Giannini                                                                 | Francesco di Sebastiano Onofri                                        |
| 1558 | október    | Innocenzo Brancuti                                                                | Rinaldo di Giovanni Baldi                                             |
| 1559 | április    | Bartolo Belluzzi                                                                  | Pier Paolo Corbelli                                                   |
| 1559 | október    | Gio. Antonio Leonardelli                                                          | Sinibaldo Sinibaldi                                                   |
| 1560 | április    | Giacomo di Evangelista Belluzzi                                                   | Vincenzo di Marino di Andrea                                          |
| 1560 | október    | Pier Leone Corbelli                                                               | Giovanni Sinibaldi                                                    |
| 1561 | április    | Vincenzo Gombertini                                                               | Bernardino Giannini                                                   |
| 1561 | október    | Francesco di Sebastiano Onofri                                                    | Francesco di Pier Paolo Martelli                                      |
| 1562 | április    | Girolamo Giannini                                                                 | Claudio Belluzzi                                                      |
| 1562 | október    | Pier Paolo Bonelli                                                                | Marc'Antonio Gozi                                                     |
| 1563 | április    | Pier Matteo Belluzzi                                                              | Pier Paolo Corbelli                                                   |
| 1563 | október    | Ludovico Belluzzi                                                                 | Marc'Antonio Bonetti                                                  |
| 1564 | április    | Gio. Andrea Belluzzi                                                              | Rinaldo di Giovanni Baldi                                             |
| 1564 | október    | Antonio Brancuti                                                                  | Benedetto di Bianco                                                   |
| 1565 | április    | Vincenzo Gombertini                                                               | Giacomo di Evangelista Belluzzi                                       |
| 1565 | október    | Bonetto di Marino Bonetti                                                         | Marino Bonelli                                                        |
| 1566 | április    | Marc'Antonio Gozi                                                                 | Giovanni Antonio di Antonio                                           |
| 1566 | október    | Girolamo Giannini                                                                 | Sebastiano di Cristofaro Giangi                                       |
| 1567 | április    | Francesco di Pier Paolo Martelli                                                  | Marino di Cristofaro Giangi                                           |
| 1567 | október    | Giuliano Corbelli                                                                 | Giovanni Andrea Belluzzi                                              |
| 1568 | április    | Pier Paolo Bonelli                                                                | Pier Paolo Corbelli                                                   |
| 1568 | október    | Antonio Brancuti                                                                  | Liberio Gabrielli                                                     |
| 1569 | április    | Pier Matteo Belluzzi                                                              | Vincenzo Giannini                                                     |
| 1569 | október    | Ippolito Gombertini                                                               | Sinibaldo Sinibaldi                                                   |
| 1570 | április    | Marc'Antonio Gozi                                                                 | Marc'Antonio Bonetti                                                  |
| 1570 | október    | Girolamo Giannini                                                                 | Ascanio di Giacomo Belluzzi                                           |
| 1571 | április    | Giovanni Antonio Leonardelli                                                      | Benedetto di Bianco                                                   |
| 1571 | október    | Pier Paolo Corbelli                                                               | Giovanni Paolo di Giuliano                                            |
| 1572 | április    | Innocenzo Brancuti                                                                | Francesco Giannini                                                    |
| 1572 | október    | Pier Matteo Belluzzi                                                              | Antonio di Angelo Bellini                                             |
| 1573 | április    | Antonio Brancuti                                                                  | Gio. Lodovico di Matteo Belluzzi                                      |
| 1573 | október    | Lodovico Belluzzi                                                                 | Vincenzo Giannini                                                     |
| 1574 | április    | Marc'Antonio Gozi                                                                 | Gio. Antonio di Antonio                                               |
| 1574 | október    | Giambattista Belluzzi                                                             | Benedetto di Bianco                                                   |
| 1575 | április    | Giuliano Corbelli                                                                 | Liberio Gabrielli                                                     |
| 1575 | október    | Girolamo Giannini                                                                 | Vincenzo di Marino di Andrea                                          |
| 1576 | április    | Pier Paolo Corbelli                                                               | Sinibaldo Sinibaldi                                                   |
| 1576 | október    | Innocenzo Brancuti                                                                | Francesco Onofri                                                      |
| 1577 | április    | Francesco di Paolo di Giuliano                                                    | Gio. Lodovico di Matteo Belluzzi                                      |
| 1577 | október    | Pier Matteo Belluzzi                                                              | Vincenzo Giannini                                                     |
| 1578 | április    | Ippolito Gombertini                                                               | Francesco Giannini                                                    |
| 1578 | október    | Liberio Gabrielli                                                                 | Ascanio Belluzzi                                                      |
| 1579 | április    | Girolamo Giannini                                                                 | Benedetto di Bianco                                                   |
| 1579 | október    | Lodovico Belluzzi                                                                 | Giovanni Calcigni                                                     |
| 1580 | április    | Pier Paolo Corbelli                                                               | Marino Bonelli                                                        |
| 1580 | október    | Giambattista Belluzzi                                                             | Sinibaldo Sinibaldi                                                   |
| 1581 | április    | Innocenzo Brancuti                                                                | Gio. Lodovico di Matteo Belluzzi                                      |
| 1581 | október    | Giuliano Corbelli                                                                 | Gio. Paolo Belluzzi                                                   |
| 1582 | április    | Ippolito Gombertini                                                               | Pier Marino Cionini                                                   |
| 1582 | október    | Gio. Antonio Leonardelli                                                          | Francesco Giannini                                                    |
| 1583 | április    | Pier Matteo Belluzzi                                                              | Marc'Antonio Gozi                                                     |
| 1583 | október    | Pier Paolo Corbelli                                                               | Francesco Martelli                                                    |
| 1584 | április    | Federico Sinibaldi                                                                | Vincenzo Giannini                                                     |
| 1584 | október    | Innocenzo Brancuti                                                                | Gio. Lodovico Belluzzi                                                |
| 1585 | április    | Bonetto Bonetti                                                                   | Gio. Maria Giangi                                                     |
| 1585 | október    | Giuliano Corbelli                                                                 | Liberio Gabrielli                                                     |
| 1586 | április    | Ascanio Belluzzi                                                                  | Francesco Giannini                                                    |
| 1586 | október    | Paol'Antonio Onofri                                                               | Giambattista Belluzzi                                                 |
| 1587 | április    | Lodovico Belluzzi                                                                 | Pier Marino Cionini                                                   |
| 1587 | október    | Gio. Antonio Leonardelli                                                          | Pier Paolo Corbelli                                                   |
| 1588 | április    | Pier Matteo Belluzzi                                                              | Vincenzo Giannini                                                     |
| 1588 | október    | Marc'Aurelio Brancuti                                                             | Giambattista Belluzzi                                                 |
| 1589 | április    | Giuliano Corbelli                                                                 | Liberio Gabrielli                                                     |
| 1589 | október    | Federico Sinibaldi                                                                | Marino Pellicieri                                                     |
| 1590 | április    | Francesco Giannini                                                                | Giambattista Fabbri                                                   |
| 1590 | október    | Orazio Giannini                                                                   | Giambattista Belluzzi                                                 |
| 1591 | április    | Lodovico Belluzzi                                                                 | Ascanio Belluzzi                                                      |
| 1591 | október    | Pier Matteo Belluzzi                                                              | Ottaviano Gozi                                                        |
| 1592 | április    | Pier Marino Cionini                                                               | Giuliano Gozi                                                         |
| 1592 | október    | Camillo Bonelli (1592-ben felváltotta Giovanni Paolo Belluzzi)                    | Paol'Antonio Onofri                                                   |
| 1593 | április    | Giuliano Corbelli                                                                 | Annibale Belluzzi                                                     |
| 1593 | október    | Giambattista Belluzzi                                                             | Francesco Giannini                                                    |
| 1594 | április    | Liberio Gabrielli                                                                 | Innocenzo Bonelli                                                     |
| 1594 | október    | Federico Brandani                                                                 | Vincenzo Giannini                                                     |
| 1595 | április    | Fabrizio Belluzzi                                                                 | Francesco Maria Corbelli                                              |
| 1595 | október    | Pier Marino Cionini                                                               | Lattanzio Valli                                                       |
| 1596 | április    | Orazio Belluzzi                                                                   | Matteo Ceccoli                                                        |
| 1596 | október    | Camillo Bonelli                                                                   | Annibale Belluzzi                                                     |
| 1597 | április    | Paolo Antonio Onofri                                                              | Gio. Francesco Belluzzi                                               |
| 1597 | október    | Camillo Bonelli                                                                   | Annibale Belluzzi                                                     |
| 1598 | április    | Giuliano Gozi                                                                     | Francesco Giannini                                                    |
| 1598 | október    | Giambattista Belluzzi                                                             | Innocenzo Bonelli                                                     |
| 1599 | április    | Pier Marino Cionini                                                               | Giambattista Fabbri                                                   |
| 1599 | október    | Orazio Belluzzi                                                                   | Lattanzio Valli                                                       |
| 1600 | április    | Pier Francesco Bonetti                                                            | Belluzzo Belluzzi                                                     |
| 1600 | október    | Pier Matteo Belluzzi                                                              | Fabrizio Belluzzi                                                     |
| 1601 | április    | Lorenzo Martelli                                                                  | Liberio Gabrielli                                                     |
| 1601 | október    | Girolamo Gozi                                                                     | Francesco Giannini                                                    |
| 1602 | április    | Giuliano Gozi                                                                     | Innocenzo Bonelli                                                     |
| 1602 | október    | Giambattista Belluzzi                                                             | Francesco Maria Corbelli                                              |
| 1603 | április    | Orazio Belluzzi                                                                   | Scipione Gabrielli                                                    |
| 1603 | október    | Francesco Bonelli                                                                 | Lattanzio Valli                                                       |
| 1604 | április    | Pier Francesco Bonetti                                                            | Giambattista Fabbri                                                   |
| 1604 | október    | Pier Marino Cionini                                                               | Annibale Gozi                                                         |
| 1605 | április    | Tiberio Gabrielli                                                                 | Francesco Giannini                                                    |
| 1605 | október    | Girolamo Gozi                                                                     | Innocenzo Bonelli                                                     |
| 1606 | április    | Pier Matteo Belluzzi                                                              | Fabrizio Belluzzi                                                     |
| 1606 | október    | Annibale Belluzzi                                                                 | Giuliano Fattori                                                      |
| 1607 | április    | Lorenzo Martelli                                                                  | Leone Pellicieri                                                      |
| 1607 | október    | Camillo Bonelli                                                                   | Giambattista Belluzzi                                                 |
| 1608 | április    | Pier Francesco Bonelli                                                            | Giuliano Belluzzi                                                     |
| 1608 | október    | Pietro Tosini Corbelli                                                            | Teodoro Leonardelli                                                   |
| 1609 | április    | Orazio Belluzzi                                                                   | Orazio Giangi                                                         |
| 1609 | október    | Girolamo Gozi                                                                     | Lattanzio Valli                                                       |
| 1610 | április    | Fabrizio Belluzzi                                                                 | Giambattista Fabbri                                                   |
| 1610 | október    | Gio. Andrea Belluzzi                                                              | Sebastiano Onofri                                                     |
| 1611 | április    | Pier Marino Cionini                                                               | Annibale Gozi                                                         |
| 1611 | október    | Francesco Bonelli                                                                 | Belluzzo Belluzzi                                                     |
| 1612 | április    | Pier Francesco Bonetti                                                            | Francesco Maria Corbelli                                              |
| 1612 | október    | Pietro Tosini Corbelli                                                            | Innocenzo Bonelli                                                     |
| 1613 | április    | Camillo Bonelli                                                                   | Lattanzio Valli                                                       |
| 1613 | október    | Annibale Belluzzi                                                                 | Giambattista Fabbri                                                   |
| 1614 | április    | Gio. Andrea Belluzzi                                                              | Fabrizio Belluzzi                                                     |
| 1614 | október    | Giuliano Belluzzi                                                                 | Teodoro Leonardelli                                                   |
| 1615 | április    | Girolamo Gozi                                                                     | Francesco Giannini                                                    |
| 1615 | október    | Orazio Belluzzi                                                                   | Flaminio Cionini                                                      |
| 1616 | április    | Pier Francesco Bonetti                                                            | Francesco Bonelli                                                     |
| 1616 | október    | Camillo Bonelli                                                                   | Belluzzo Belluzzi                                                     |
| 1617 | április    | Annibale Belluzzi                                                                 | Giambattista Fabbri                                                   |
| 1617 | október    | Gio. Andrea Belluzzi                                                              | Lattanzio Valli                                                       |
| 1618 | április    | Fabrizio Belluzzi                                                                 | Gabriele Gabrielli                                                    |
| 1618 | október    | Girolamo Gozi                                                                     | Gio. Pietro Martelli                                                  |
| 1619 | április    | Francesco Giannini                                                                | Annibale Gozi                                                         |
| 1619 | október    | Orazio Belluzzi                                                                   | Andrea Giannini                                                       |
| 1620 | április    | Giuliano Belluzzi                                                                 | Teodoro Leonardelli                                                   |
| 1620 | október    | Camillo Bonelli                                                                   | Belluzzo Belluzzi                                                     |
| 1621 | április    | Bernardino Belluzzi                                                               | Lattanzio Valli                                                       |
| 1621 | október    | Gio. Andrea Belluzzi                                                              | Fabrizio Belluzzi                                                     |
| 1622 | április    | Girolamo Gozi                                                                     | Pier Marino Ricci                                                     |
| 1622 | október    | Annibale Belluzzi                                                                 | Marino Belluzzi                                                       |
| 1623 | április    | Giacomo Bonetti                                                                   | Annibale Gozi                                                         |
| 1623 | október    | Giuliano Belluzzi                                                                 | Enea Bonelli                                                          |
| 1624 | április    | Pietro Tosini Corbelli                                                            | Gian Giacomo Serafini                                                 |
| 1624 | október    | Lattanzio Valli                                                                   | Michel Angelo Busignani                                               |
| 1625 | április    | Orazio Belluzzi                                                                   | Pier Leone Corbelli                                                   |
| 1625 | október    | Camillo Bonelli                                                                   | Giambattista Fabbri                                                   |
| 1626 | április    | Francesco Giannini                                                                | Livio Pellicieri                                                      |
| 1626 | október    | Belluzzo Belluzzi                                                                 | Pier Marino Ricci                                                     |
| 1627 | április    | Annibale Loli                                                                     | Pier Antonio Gabrielli                                                |
| 1627 | október    | Pietro Tosini Corbelli                                                            | Andrea Giannini                                                       |
| 1628 | április    | Lattanzio Valli                                                                   | Sforza Cionini                                                        |
| 1628 | október    | Giuliano Belluzzi                                                                 | Michel Angelo Busignani                                               |
| 1629 | április    | Marc'Antonio Bonetti                                                              | Gian Giacomo Serafini                                                 |
| 1629 | október    | Orazio Belluzzi                                                                   | Federico Gozi                                                         |
| 1630 | április    | Livio Pellicieri                                                                  | Pier Marino Ricci                                                     |
| 1630 | október    | Belluzzo Belluzzi                                                                 | Rinaldo Ranieri                                                       |
| 1631 | április    | Melchiorre Maggio Belluzzi                                                        | Pier Antonio Giangi                                                   |
| 1631 | október    | Fulgenzio Maccioni                                                                | Vincenzo Zampini                                                      |
| 1632 | április    | Pietro Tosini                                                                     | Evangelista Belluzzi                                                  |
| 1632 | október    | Giuliano Belluzzi                                                                 | Sforza Cionini                                                        |
| 1633 | április    | Marc'Antonio Bonetti                                                              | Bartolomeo Ceccoli                                                    |
| 1633 | október    | Torquato Giannini                                                                 | Bartolomeo Fabbri                                                     |
| 1634 | április    | Lattanzio Valli                                                                   | Federico Gozi                                                         |
| 1634 | október    | Orazio Belluzzi                                                                   | Vincenzo Lorenzoni                                                    |
| 1635 | április    | Livio Pellicieri                                                                  | Paolo Antonio Onofri                                                  |
| 1635 | október    | Giuliano Gozi                                                                     | Stefano Ricci                                                         |
| 1636 | április    | Fulgenzio Maccioni                                                                | Giuliano Belluzzi                                                     |
| 1636 | október    | Marc'Antonio Bonetti                                                              | Bartolomeo Ceccoli                                                    |
| 1637 | április    | Pietro Tosini                                                                     | Giambattista Loli                                                     |
| 1637 | október    | Melchiorre Maggio Belluzzi                                                        | Giovanni Serafini                                                     |
| 1638 | április    | Claudio Belluzzi                                                                  | Pier Leone Corbelli                                                   |
| 1638 | október    | Livio Pellicieri                                                                  | Federico Tosini                                                       |
| 1639 | április    | Vincenzo Lorenzoni                                                                | Paolo Antonio Onofri                                                  |
| 1639 | október    | Fulgenzio Maccioni                                                                | Annibale Loli                                                         |
| 1640 | április    | Marc'Antonio Bonetti                                                              | Giuliano Belluzzi                                                     |
| 1640 | október    | Giambattista Belluzzi                                                             | Federico Gozi                                                         |
| 1641 | április    | Giambattista Ricci                                                                | Pier Antonio Giangi                                                   |
| 1641 | október    | Sforza Cionini                                                                    | Bartolomeo Ceccoli                                                    |
| 1642 | április    | Giacomo Belluzzi                                                                  | Giovanni Serafini                                                     |
| 1642 | október    | Claudio Belluzzi                                                                  | Paolo Antonio Onofri                                                  |
| 1643 | április    | Fulgenzio Maccioni                                                                | Federico Tosini                                                       |
| 1643 | október    | Melchiorre Maggio Belluzzi                                                        | Evangelista Belluzzi                                                  |
| 1644 | április    | Livio Pellicieri                                                                  | Gregorio Ceccoli                                                      |
| 1644 | október    | Giuliano Belluzzi                                                                 | Pier Leone Corbelli                                                   |
| 1645 | április    | Sforza Cionini                                                                    | Vincenzo Francini                                                     |
| 1645 | október    | Marc'Antonio Bonetti                                                              | Ottavio Giannini                                                      |
| 1646 | április    | Carlo Loli                                                                        | Vincenzo Lorenzoni                                                    |
| 1646 | október    | Claudio Belluzzi                                                                  | Paolo Antonio Onofri                                                  |
| 1647 | április    | Carlo Tosini                                                                      | Pier Marino Cionini                                                   |
| 1647 | október    | Bartolomeo Belluzzi                                                               | Marino Gabrielli                                                      |
| 1648 | április    | Giacomo Belluzzi                                                                  | Giovanni Serafini                                                     |
| 1648 | október    | Giuliano Gozi                                                                     | Pier Leone Corbelli                                                   |
| 1649 | április    | Marc'Antonio Bonetti                                                              | Innocenzo Bonelli                                                     |
| 1649 | október    | Fulgenzio Maccioni                                                                | Federico Tosini                                                       |
| 1650 | április    | Melchiorre Maggio Belluzzi                                                        | Girolamo Moracci                                                      |
| 1650 | október    | Carlo Tosini                                                                      | Paolo Antonio Onofri                                                  |
| 1651 | április    | Alessandro Belluzzi                                                               | Vincenzo Lorenzoni                                                    |
| 1651 | október    | Carlo Loli                                                                        | Gregorio Ceccoli                                                      |
| 1652 | április    | Ottavio Giannini                                                                  | Bartolomeo Ceccoli                                                    |
| 1652 | október    | Giacomo Belluzzi                                                                  | Innocenzo Bonelli                                                     |
| 1653 | április    | Lodovico Belluzzi                                                                 | Giovanni Serafini                                                     |
| 1653 | október    | Marc'Antonio Bonetti                                                              | Pompeo Zoli                                                           |
| 1654 | április    | Fulgenzio Maccioni                                                                | Cristofaro Gianotti                                                   |
| 1654 | október    | Carlo Tosini                                                                      | Paolo Antonio Onofri                                                  |
| 1655 | április    | Carlo Loli                                                                        | Sforza Cionini                                                        |
| 1655 | október    | Ottavio Giannini                                                                  | Bartolomeo Ceccoli                                                    |
| 1656 | április    | Melchiorre Maggio Belluzzi                                                        | Vincenzo Lorenzoni                                                    |
| 1656 | október    | Alessandro Belluzzi                                                               | Giovanni Serafini                                                     |
| 1657 | április    | Innocenzo Bonelli                                                                 | Girolamo Moracci                                                      |
| 1657 | október    | Giacomo Belluzzi                                                                  | Pier Leone Corbelli                                                   |
| 1658 | április    | Fulgenzio Maccioni                                                                | Marino Bonetti                                                        |
| 1658 | október    | Carlo Loli                                                                        | Pompeo Zoli                                                           |
| 1659 | április    | Ottavio Giannini                                                                  | Cristofaro Gianotti                                                   |
| 1659 | október    | Paolo Antonio Onofri                                                              | Antonio Ricci (1660-ban meghalt, felváltotta Francesco Angeli)        |
| 1660 | április    | Vincenzo Lorenzoni                                                                | Giovanni Serafini                                                     |
| 1660 | október    | Alessandro Belluzzi                                                               | Giambattista Zampini                                                  |
| 1661 | április    | Giacomo Belluzzi                                                                  | Sforza Cionini                                                        |
| 1661 | október    | Carlo Tosini                                                                      | Innocenzo Bonelli                                                     |
| 1662 | április    | Fulgenzio Maccioni                                                                | Girolamo Moracci                                                      |
| 1662 | október    | Lodovico Belluzzi                                                                 | Pompeo Zoli                                                           |
| 1663 | április    | Melchiorre Maggio Belluzzi                                                        | Paolo Antonio Onofri                                                  |
| 1663 | október    | Marc'Antonio Gozi                                                                 | Cristoforo Gianotti                                                   |
| 1664 | április    | Carlo Loli                                                                        | Vincenzo Lorenzoni                                                    |
| 1664 | október    | Francesco Maccioni                                                                | Giovanni Serafini                                                     |
| 1665 | április    | Ottavio Giannini                                                                  | Francesco Angeli                                                      |
| 1665 | október    | Carlo Tosini                                                                      | Sforza Cionini                                                        |
| 1666 | április    | Giacomo Belluzzi                                                                  | Giambattista Tosini                                                   |
| 1666 | október    | Alessandro Belluzzi                                                               | Pompeo Zoli                                                           |
| 1667 | április    | Lodovico Belluzzi                                                                 | Innocenzo Bonelli                                                     |
| 1667 | október    | Paolo Antonio Onofri                                                              | Domizio Beni                                                          |
| 1668 | április    | Carlo Loli                                                                        | Giambattista Zampini                                                  |
| 1668 | október    | Francesco Maccioni                                                                | Francesco Loli                                                        |
| 1669 | április    | Ottavio Giannini                                                                  | Francesco Angeli                                                      |
| 1669 | október    | Giacomo Belluzzi                                                                  | Giambattista Tosini                                                   |
| 1670 | április    | Marc'Antonio Gozi                                                                 | Marc'Antonio Ceccoli                                                  |
| 1670 | október    | Lodovico Belluzzi                                                                 | Innocenzo Bonelli                                                     |
| 1671 | április    | Paolo Antonio Onofri                                                              | Pompeo Zoli                                                           |
| 1671 | október    | Carlo Tosini                                                                      | Giovanni Serafini                                                     |
| 1672 | április    | Carlo Loli                                                                        | Giambattista Zampini                                                  |
| 1672 | október    | Alessandro Belluzzi                                                               | Sforza Cionini                                                        |
| 1673 | április    | Ottavio Giannini                                                                  | Alfonso Tosini                                                        |
| 1673 | október    | Giambattista Tosini                                                               | Francesco Angeli                                                      |
| 1674 | április    | Francesco Maccioni                                                                | Francesco Loli                                                        |
| 1674 | október    | Marc'Antonio Gozi                                                                 | Innocenzo Bonelli                                                     |
| 1675 | április    | Paolo Antonio Onofri                                                              | Giovanni Serafini                                                     |
| 1675 | október    | Carlo Tosini                                                                      | Lorenzo Giangi                                                        |
| 1676 | április    | Giuliano Cionini                                                                  | Pompeo Zoli                                                           |
| 1676 | október    | Lodovico Belluzzi                                                                 | Giambattista Zampini                                                  |
| 1677 | április    | Giambattista Tosini                                                               | Francesco Angeli                                                      |
| 1677 | október    | Carlo Loli                                                                        | Marc'Antonio Ceccoli                                                  |
| 1678 | április    | Marc'Antonio Gozi                                                                 | Innocenzo Bonelli                                                     |
| 1678 | október    | Ottavio Giannini                                                                  | Alfonso Tosini                                                        |
| 1679 | április    | Francesco Maccioni                                                                | Francesco Loli                                                        |
| 1679 | október    | Carlo Tosini                                                                      | Lorenzo Giangi                                                        |
| 1680 | április    | Alessandro Belluzzi                                                               | Giambattista Fattori                                                  |
| 1680 | október    | Giambattista Tosini                                                               | Melchiorre Martelli                                                   |
| 1681 | április    | Giacomo Belluzzi                                                                  | Giovanni Serafini                                                     |
| 1681 | október    | Paolo Antonio Onofri                                                              | Francesco Angeli                                                      |
| 1682 | április    | Carlo Loli                                                                        | Gaspare Calbini                                                       |
| 1682 | október    | Marc'Antonio Gozi                                                                 | Innocenzo Bonelli                                                     |
| 1683 | április    | Francesco Maccioni                                                                | Alfonso Tosini                                                        |
| 1683 | október    | Carlo Tosini                                                                      | Lorenzo Giangi                                                        |
| 1684 | április    | Giuliano Belluzzi                                                                 | Giambattista Fattori                                                  |
| 1684 | október    | Francesco Loli                                                                    | Pietro Francini                                                       |
| 1685 | április    | Ottavio Leonardelli                                                               | Melchiorre Martelli                                                   |
| 1685 | október    | Paolo Antonio Onofri                                                              | Ridolfo Zoli                                                          |
| 1686 | április    | Carlo Loli                                                                        | Gaspare Calbini                                                       |
| 1686 | október    | Gio. Antonio Belluzzi                                                             | Alfonso Tosini                                                        |
| 1687 | április    | Alessandro Belluzzi                                                               | Marc'Antonio Ceccoli                                                  |
| 1687 | október    | Giuliano Belluzzi                                                                 | Giambattista Fattori                                                  |
| 1688 | április    | Innocenzo Bonelli                                                                 | Francesco Angeli                                                      |
| 1688 | október    | Francesco Maccioni                                                                | Pietro Francini                                                       |
| 1689 | április    | Francesco Loli                                                                    | Matteo Martelli                                                       |
| 1689 | október    | Carlo Loli                                                                        | Gaspare Calbini                                                       |
| 1690 | április    | Gio. Antonio Belluzzi                                                             | Melchiorre Martelli                                                   |
| 1690 | október    | Ottavio Leonardelli                                                               | Lorenzo Giangi                                                        |
| 1691 | április    | Alfonso Tosini                                                                    | Baldassarre Tini                                                      |
| 1691 | október    | Lodovico Manenti Belluzzi                                                         | Marino Beni                                                           |
| 1692 | április    | Francesco Maccioni                                                                | Gio. Antonio Fattori                                                  |
| 1692 | október    | Innocenzo Bonelli                                                                 | Pietro Francini                                                       |
| 1693 | április    | Francesco Loli                                                                    | Matteo Martelli                                                       |
| 1693 | október    | Giuliano Belluzzi                                                                 | Melchiorre Martelli                                                   |
| 1694 | április    | Giuseppe Loli                                                                     | Gaspare Calbini                                                       |
| 1694 | október    | Bernardino Leonardelli                                                            | Lorenzo Giangi                                                        |
| 1695 | április    | Onofrio Onofri                                                                    | Francesco Angeli                                                      |
| 1695 | október    | Lodovico Manenti Belluzzi                                                         | Marc'Antonio Ceccoli                                                  |
| 1696 | április    | Francesco Maccioni                                                                | Gio. Antonio Fattori                                                  |
| 1696 | október    | Gio. Antonio Belluzzi                                                             | Ottavio Leonardelli                                                   |
| 1697 | április    | Giambattista Tosini                                                               | Marino Beni                                                           |
| 1697 | október    | Giuliano Belluzzi                                                                 | Melchiorre Martelli                                                   |
| 1698 | április    | Innocenzo Bonelli                                                                 | Lorenzo Giangi                                                        |
| 1698 | október    | Onofrio Onofri                                                                    | Giambattista Ceccoli                                                  |
| 1699 | április    | Bernardino Leonardelli                                                            | Pietro Arancini                                                       |
| 1699 | október    | Francesco Maccioni                                                                | Giovanni Antonio Fattori                                              |
| 1700 | április    | Francesco Loli                                                                    | Baldassarre Tini                                                      |
| 1700 | október    | Ottavio Leonardelli                                                               | Marino Beni                                                           |

## További cikkek
- San Marino
- San Marino régenskapitányainak listája 2001–2100
- San Marino régenskapitányainak listája 1901–2000
- San Marino régenskapitányainak listája 1701–1900
- San Marino régenskapitányainak listája 1243–1500